# Olivier Lafay
 (janvier 2025).
Pour les articles homonymes, voir Lafay.
 (août 2015).

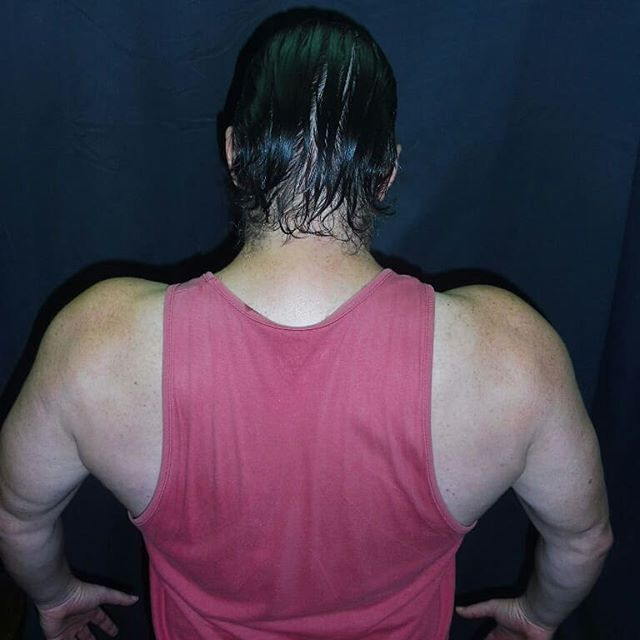

Olivier Lafay, né le 14 juin 1968 à Belley (Ain)[réf. souhaitée], est un écrivain, pédagogue français, publiant des ouvrages sur la musculation.

## Biographie
Complexé par son corps, Olivier Lafay découvre la musculation à l’âge de 16 ans.
À la fin des années 1980, il s'engage dans des études de philosophie à Lyon III dans laquelle il suit un parcours classique (licence et maîtrise), et devient un temps le responsable de la salle de musculation du campus.
Pendant cette période, il s’initie au constructivisme à travers l’œuvre de Paul Watzlawick. Il s’interroge alors sur son entraînement qu’il mène « à grands coups de volonté » et à « son désir de se construire en tant que surhomme ». Une citation de Friedrich Nietzsche marque un tournant dans sa réflexion : « L’être humain est un labyrinthe dont personne n’est sorti et où ont péri tous les héros.[réf. nécessaire] » Olivier Lafay prend alors la décision de « cartographier le labyrinthe » en rassemblant puis reliant les connaissances nécessaires à l’homme pour comprendre son propre fonctionnement et s’épanouir. Il se plonge dans les œuvres d’intellectuels constructivistes et de cybernéticiens comme Jean-Louis Le Moigne, Edgar Morin, Joël de Rosnay, Henri Atlan ou encore Gregory Bateson et commence à élaborer sa méthode de musculation,[source insuffisante].
Il commence son activité professionnelle en 1992 en tant que directeur d’école primaire. En 1994, il établit un premier jet de sa méthode, puis, en 1995, il obtient le diplôme de l’IPCL (formation spécifique aux métiers du livre) et crée sa propre entreprise afin de se consacrer entièrement à son projet.
En 2004, les éditions Amphora publient son premier ouvrage : Méthode de musculation : 110 exercices sans matériel.
En 2016, il crée LDMT (La Douceur Mène à Tout), une équipe pluridisciplinaire,[source insuffisante].
En 2019, il publie Sybernetics : Musculation stratégique, où il expose sept méthodes censées permettre de recouvrer une bonne santé ou de la maintenir par des exercices physiques.

## Méthode Lafay
La méthode de musculation proposée par Olivier Lafay, encore appelée Protéo-System (en référence à la divinité grecque Protée) ou Méthode Lafay consiste en une structure d'exercices au poids du corps (dips, pompes, tractions, flexions sur jambes, crunch, etc.), organisés en séries longues avec des temps de repos courts, et, agencés sur 13 niveaux. Elle utilise le seul poids du corps du pratiquant comme résistance et ne nécessite que quelques objets du quotidien comme des chaises, tables ou meubles (il est toutefois recommandé de se procurer une barre de traction),,.
Olivier Lafay a élaboré une méthode similaire à destination des femmes : Méthode de musculation au féminin : 80 exercices sans matériel.
La « méthode consiste à développer différentes qualités athlétiques : souplesse, endurance, détente, puissance, force et résistance », mais les différences entre les objectifs pour les hommes et les femmes contribueraient « à reproduire les normes essentialistes de genre et de sexe ainsi qu’à réifier l’infériorité musculaire des femmes. »

## Ouvrages
- 2004 : Méthode de musculation : 110 exercices sans matériel, Paris, Amphora, 2004, 221 p. (ISBN 9782851806420)
- 2005 : Méthode de musculation au féminin : 80 exercices sans matériel, Paris, Amphora, 173 p. (ISBN 9782851806871)
- 2007 : Méthode de musculation – Optimisation Turbo, Paris, Amphora, 128 p. (ISBN 9782851807267)
- 2010 : Méthode de nutrition : Gérer l'équilibre, Paris, Amphora., 336 p.[11]
- 2014 : Méthode de musculation – Tome 2 : L'espace stratégique, Paris, Amphora, 2014, 272 p. (ISBN 9782851809094)
- 2019 : Sybernetics : Musculation stratégique, Paris, LDMT, 560 p.
- 2021 : Un pas vers une écologie de l'enfance, Paris, LDMT, 588 p.
- 2022 : Access Autonomy, LDMT, 378 p.
- 2023 : Les clés de l'amour: Un pas vers l'intime, LDMT, 204 p. (ISBN 9782956491040)
- 2023 : Access Autonomy, EDITIONS LDMT, 520 p. (ISBN 9782956491057)